# 北海道道328号風連停車場線
北海道道328号風連停車場線（ほっかいどうどう328ごう ふうれんていしゃじょうせん）は、北海道名寄市内を結ぶ一般道道（北海道道）である。

## 概要

### 路線データ
- 起点：北海道名寄市風連町本町（JR北海道 宗谷本線 風連駅）
- 終点：北海道名寄市風連町本町（国道40号・北海道道729号朱鞠内風連線交点）
- 路線延長：71 m（実延長）

## 歴史
- 1960年（昭和35年）4月1日 - 319号として路線認定[1]。
- 1994年（平成6年）10月1日 - 路線番号を328号に変更[2]。

## 地理

### 通過する自治体
- 上川総合振興局
  - 名寄市

### 交差する道路
名寄市
- 国道40号 - 風連町本町（終点）
- 北海道道729号朱鞠内風連線 - 風連町本町（終点）

### 沿線にある施設など
名寄市
- JR北海道 宗谷本線 風連駅 - 風連町本町
- 名寄警察署風連駐在所 - 風連町本町5-1